# Pierre de Bourdeille, seigneur de Brantôme
Pierre de Bourdeille, seigneur de Brantôme (* um 1540 in Périgord; † 15. Juli 1614 in Brantôme) war ein französischer Schriftsteller in der Renaissance. Er vermittelte in seinen Memoiren (u. a. Das Leben der galanten Damen, herausgegeben 1665) ein lebendiges Bild der französischen adligen Gesellschaft seiner Zeit.

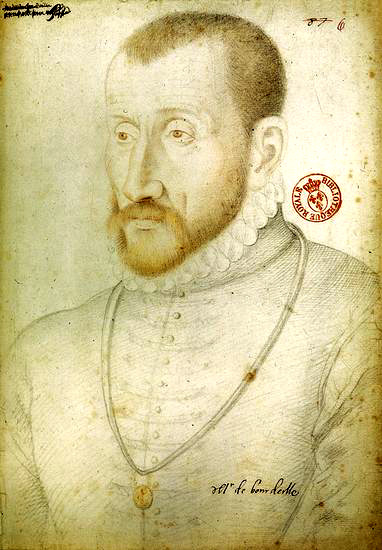
Pierre de Bourdeille, genannt Brantôme

## Leben
Als Sohn einer Adelsfamilie wurde Brantôme Höfling und dann Soldat und bereiste Italien, Schottland, Spanien und Portugal. Später kämpfte er in den französischen Religionskriegen, verunglückte 1584 jedoch bei einem Sturz vom Pferd so schwer, dass er den Dienst verlassen musste und zu schreiben begann. Eine besondere Freundschaft verband ihn mit Filippo Strozzi.
Seine Werke, „Vies des hommes illustres et des grands capitains“ und „Vies des dames galantes et des dames illustres“, erschienen erst 1665. Sie stellen lebhaft das höfische Leben zur Zeit Brantômes dar und enthalten eine Unzahl historisch auswertbarer Klatschgeschichten.